# Hamataliwa brunnea
Hamataliwa brunnea là một loài nhện trong họ Oxyopidae.
Loài này thuộc chi Hamataliwa. Hamataliwa brunnea được Frederick Octavius Pickard-Cambridge miêu tả năm 1902.